# Iglesia de Santa María (Miralles)
Santa María de Miralles es la iglesia románica del antiguo pueblo, ahora abandonado, de Miralles, en el término actual de Tremp, dentro del antiguo término de Espluga de Serra en la provincia de Lérida.
Está situada en el lugar más alto del pueblo, al norte del castillo de Miralles.
La historia de esta iglesia está totalmente vinculada a la del castillo.
Es un edificio de una sola nave, con ábside semicircular a levante, que se comunica con la nave mediante un arco presbiteral corto. Se han perdido del todo los techos, que debían tener bóvedas de cuarto de esfera en el ábside y de cañón en la nave. Dos arcos torales reforzaban la bóveda de la nave. La puerta está al sur, con arco de medio punto y dos arquivoltas encima. En el ábside y la fachada de mediodía se abren dos ventanas de doble derrame, con la parte exterior recta, en vez de divergente.
Es una construcción del siglo XII, claramente emparentada con el monasterio de Santa María de Alaón, y su decoración exterior e interior se remite a él, como las hornacinas de la parte de la cabecera de la nave.